# 太和街道 (昆明市)
太和街道，是中华人民共和国云南省昆明市官渡区下辖的一个街道办事处。

## 行政区划
太和街道下辖以下地区：
和平路社区、永胜路社区、明通路社区、前卫路社区、双龙桥社区、黄家庄社区、吴井社区和佴家湾社区。